# Russisch-saudi-arabische Beziehungen
Die Russisch-saudi-arabische Beziehungen sind das zwischenstaatliche Verhältnis zwischen Russland und Saudi-Arabien. Zwischen 1926 und 1938 bestanden bereits diplomatische Beziehungen zwischen dem frühen Saudi-Staat und der Sowjetunion, welche allerdings nach der Hinrichtung sowjetischer Diplomaten durch Stalin abgebrochen wurden. Während des Kalten Krieges waren das Verhältnis feindschaftlich, da Saudi-Arabien ein enger Verbündeter der Vereinigten Staaten war. Nachdem 1990 wieder diplomatische Beziehungen aufgenommen wurden, intensivierten sich die Kontakte der Saudis mit der Russischen Föderation in den 2010er Jahren. Da beide Länder wichtige Ölproduzenten sind, haben ihre Förderquoten einen entscheidenden Einfluss auf den weltweiten Ölpreis. Seit 2016 kooperieren beide Länder im Rahmen der Erdölallianz OPEC+ bei der Kontrolle der Ölpreise, nachdem beide Länder vorhin eher als Konkurrenten auf dem Ölmarkt aufgetreten waren. Auch die wirtschaftliche und kulturelle Kooperation wurde durch den  Abschluss mehrerer bilateraler Verträge vertieft und 2023 importierte Saudi-Arabien erstmals Rüstungsgüter aus Russland.

## Geschichte

### Frühe Beziehungen

Kerim Chakimow und Faisal ibn Abd al-Aziz in Moskau (1932)

Russland (bzw. die Sowjetunion) und Saudi-Arabien nahmen in der ersten Hälfte des 20. Jahrhunderts erstmals diplomatischen Kontakt auf. Die Sowjetunion war 1926 der erste Staat, der das von Abd al-Aziz ibn Saud errichtete Königreich (damals das Königreich Hedschas und Nedschd) offiziell anerkannte und eine diplomatische Vertretung in Dschidda einrichtete. 1932 und 1933 besuchte Prinz Faisal (der spätere König Faisal) die Sowjetunion; Moskau bot einen Kredit und Handelsverträge an, doch wurden keine formellen Abkommen geschlossen. In der Mitte der 1930er-Jahre kühlten die Beziehungen ab, da die Sowjetführung unter Josef Stalin den strategischen Nutzen der Partnerschaft infrage stellte. 1938 brachen Saudi-Arabien und die UdSSR ihre Beziehungen vollständig ab, nachdem Stalins „Säuberungen“ auch die sowjetischen Diplomaten im Königreich trafen. Der sowjetische Gesandte Karim Chakimow und weitere Diplomaten wurden 1937/38 nach Moskau zurückbeordert und dort hingerichtet, was König Abd al-Aziz empörte. Er lehnte einen neuen sowjetischen Gesandten ab, warf Moskau vor, Unruhe in der islamischen Welt zu schüren, und stellte die diplomatischen Beziehungen im September 1938 ein; alle sowjetischen Vertreter verließen das Land. Kurz zuvor waren in Saudi-Arabien enorme Erdölvorkommen entdeckt worden, deren Erschließung in der Folge von US-amerikanischen und britischen Unternehmen dominiert wurde.

### Kalter Krieg
Während des Kalten Krieges gab es bis in die späten 1980er-Jahre keine offiziellen Beziehungen zwischen Moskau und Riad. Nach dem Zweiten Weltkrieg verbündete sich Saudi-Arabien – ein streng konservativ-islamischer Staat – eng mit den Vereinigten Staaten und trat dem antikommunistischen „Block“ bei. Die sowjetische Unterstützung für linkssozialistische Regime und revolutionäre Bewegungen in der arabischen Welt (etwa in Ägypten, Südjemen oder Syrien) wurde von den saudischen Herrschern als Bedrohung angesehen. Umgekehrt betrachtete Moskau das saudische Königshaus als reaktionären, pro-westlichen Faktor im Nahen Osten. Mehrfach gab es Sondierungen für eine Wiederannäherung – so standen 1962 die Aufnahme diplomatischer Beziehungen im Raum – doch behinderten regionale Konflikte stets die Umsetzung solcher Vorstöße. Im Nordjemenkrieg ab 1962 sowie in Oman und Südjemen in den 1960er und 1970er Jahren unterstützten die Sowjetunion und Saudi-Arabien gegnerische Parteien. Spätestens mit der sowjetischen Intervention in Afghanistan 1979 eskalierte die Konfrontation: Saudi-Arabien betrachtete den Einmarsch der Sowjets in ein muslimisches Land als größte Gefahr für die regionale Stabilität und förderte in den 1980er Jahren massiv die afghanischen Mudschaheddin im Kampf gegen die Rote Armee.
Erst gegen Ende der 1980er-Jahre milderten sich die Spannungen leicht, als die sowjetische Führung unter Michail Gorbatschow eine moderatere Außenpolitik einschlug und sowjetische Truppen aus Afghanistan abzog. So stimmte die UdSSR 1988/89 begrenzten Förderkürzungen im Ölsektor zu und signalisierte Interesse an Kontakten zu den Golfstaaten.

### Nach 1990

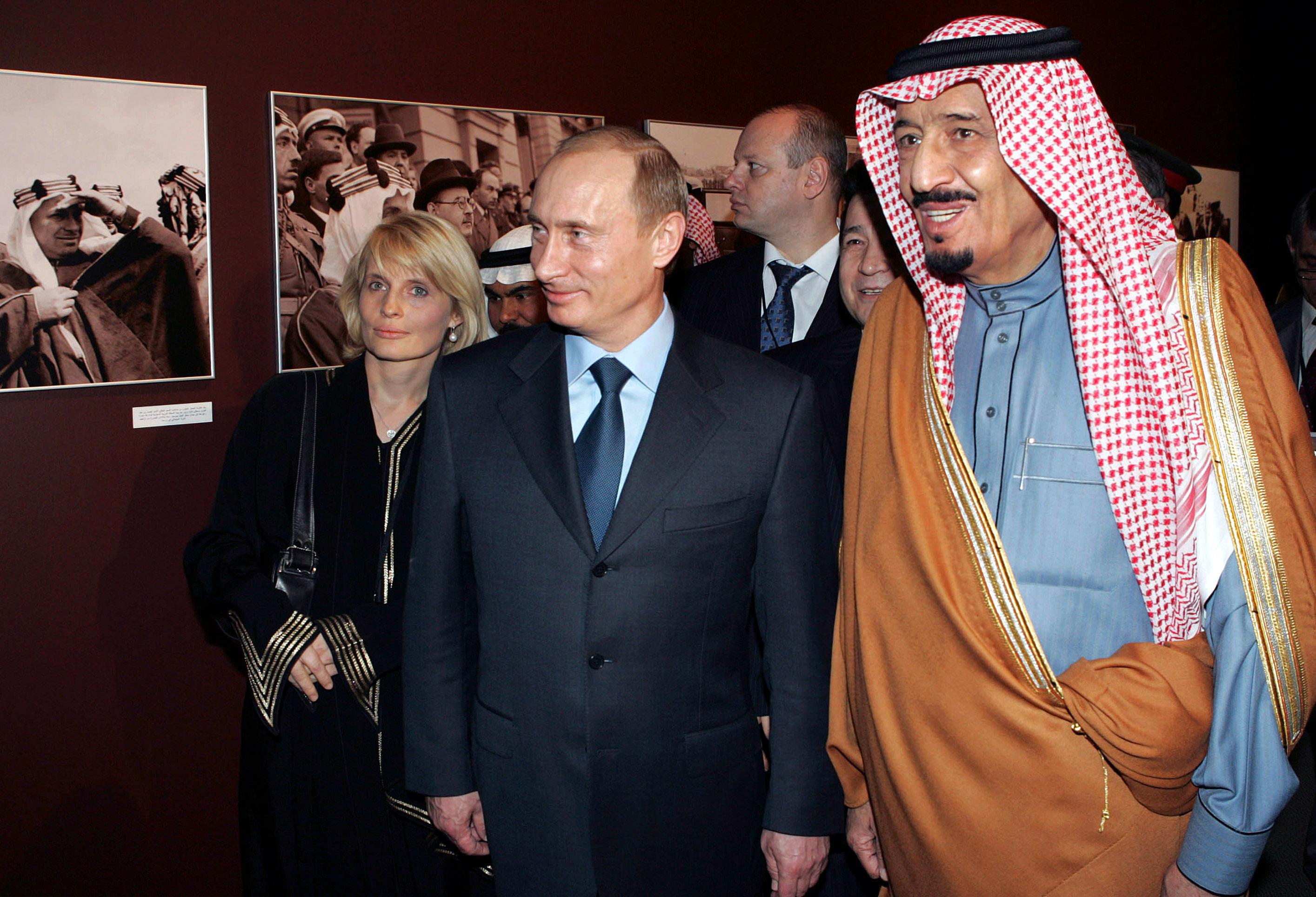
Wladimir Putin mit Salman ibn Abd al-Aziz bei einem Staatsbesuch in Saudi-Arabien (2007)

Im Zuge des ersten Golfkriegs 1990 näherten sich Moskau und Riad wieder einander an. Die Sowjetunion verurteilte den irakischen Überfall auf Kuwait und unterstützte die von Saudi-Arabien geführte Koalition zur Wiederherstellung der kuwaitischen Souveränität. Im September 1990 kam es – nach 52 Jahren Funkstille – zu einem Treffen zwischen Außenminister Saud ibn Faisal und dem sowjetischen Präsidenten Gorbatschow, bei dem die Wiederaufnahme diplomatischer Beziehungen vereinbart wurde. Anfang 1991, noch vor dem Zerfall der UdSSR, wurden die Beziehungen formell wiederhergestellt; Saudi-Arabien erkannte Ende 1991 die Russische Föderation als Rechtsnachfolgerin der Sowjetunion an.
Die Erwartungen an eine neue Ära der Kooperation erfüllten sich jedoch zunächst nur teilweise. In den ersten Jahren nach dem Kalten Krieg blieb der russisch-saudische Austausch begrenzt, da Russland in den 1990ern außenpolitisch an Einfluss verlor und mit inneren Problemen beschäftigt war. Mitte der 1990er Jahre verschlechterten sich die Beziehungen zeitweise: Riad kritisierte die russische Nähe zum Iran (u. a. Waffenlieferungen und Hilfe beim Aufbau eines iranischen Atomprogramms). Moskau wiederum warf Saudi-Arabien vor, islamistische Aufständische im Nordkaukasus (Tschetschenien) zu begünstigen und die Verbreitung des Wahhabismus in Zentralasien zu fördern. Zudem gab es Spannungen auf dem Ölmarkt, da Russland als Nicht-OPEC-Produzent seine Fördermengen steigerte, während Saudi-Arabien um stabile Preise bemüht war.
Eine deutliche Entspannung setzte Anfang der 2000er-Jahre ein. Nach den Terroranschlägen vom 11. September 2001 – an denen auch saudische Staatsbürger beteiligt waren – und eigenen Anschlägen im Königreich (2003) suchte Riad verstärkt die sicherheitspolitische Zusammenarbeit mit anderen Mächten, einschließlich Russland. Im September 2003 unternahm Kronprinz Abdullah (de facto Herrscher Saudi-Arabiens) einen historisch bedeutsamen Besuch in Moskau – den ersten Besuch eines saudischen Thronfolgers bzw. Herrschers in Russland seit den 1930er-Jahren. Dabei wurden Kooperationsabkommen in Bereichen wie Energie geschlossen und ein regelmäßiger bilateraler Dialog etabliert.
Im Februar 2007 reiste Präsident Wladimir Putin nach Riad – als erster russischer Staatschef überhaupt – und traf König Abdullah. In den folgenden Jahren intensivierten sich die Kontakte; so vereinbarten beide Staaten höhere Handelsvolumina und diskutierten mögliche Rüstungsdeals (u. a. zeigte Saudi-Arabien Interesse am russischen Luftabwehrsystem S-400). Trotz fortbestehender Differenzen – insbesondere wegen der engen russisch-iranischen Beziehungen – entwickelte sich Russland zu einem wichtigen Gesprächspartner für Saudi-Arabien. Beide Regierungen betonten gemeinsame Interessen wie die Bekämpfung des Terrorismus und die Stabilisierung der Ölpreise.

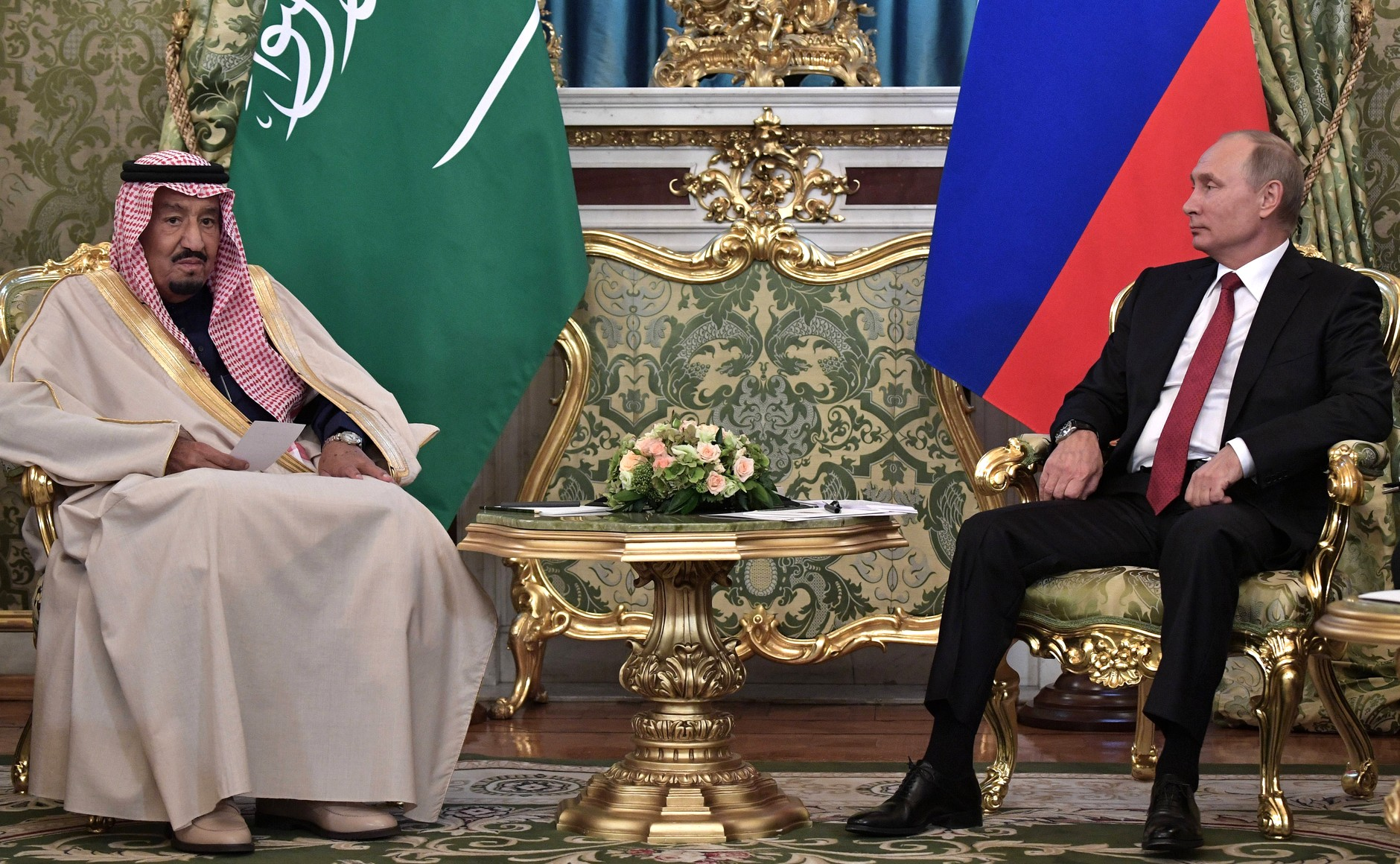
Salman ibn Abd al-Aziz und Wladimir Putin (2017)

Seit den 2010er-Jahren arbeiten Russland und Saudi-Arabien in ausgewählten Bereichen enger zusammen, während in anderen Fragen weiterhin Gegensätze bestehen. Im syrischen Bürgerkrieg ab 2011 unterstützte Moskau das Assad-Regime, während Riad oppositionelle Gruppen und einen Regierungswechsel forderte. Ab Mitte der 2010er setzte jedoch ein pragmatischer Kurswechsel ein: Saudi-Arabien reduzierte seine Unterstützung für die syrischen Rebellen und akzeptierte faktisch, dass Assad – mit Russlands Hilfe – an der Macht blieb. Zugleich bauten Moskau und Riad ihre Kooperation im Energiebereich deutlich aus.
Angesichts fallender Ölpreise einigten sie sich 2016 auf ein gemeinsames Vorgehen zur Förderkürzung: Russland schloss sich dem OPEC-Kartell an, womit die erweiterte „OPEC+“-Allianz entstand. Im Oktober 2017 folgte ein weiterer diplomatischer Meilenstein: König Salman als erster saudischer Monarch besuchte offiziell Russland und traf Präsident Putin in Moskau. Bei diesem Staatsbesuch wurden zahlreiche Abkommen unterzeichnet, etwa über Investitionen (u. a. Gründung gemeinsamer Investmentfonds über insgesamt 2 Milliarden USD) und über Rüstungskooperation (Absichtserklärung zum Kauf russischer S-400-Luftabwehrsysteme).
Auch in den folgenden Jahren blieben die Kontakte eng: Präsident Putin besuchte im Oktober 2019 Saudi-Arabien, wo ein „Strategisches Kooperationsabkommen“ und Wirtschaftsdeals im Wert von mehreren Milliarden Dollar abgeschlossen wurden.
Die russische Invasion der Ukraine 2022 stellte die Beziehungen Riads zu Moskau auf die Probe. Saudi-Arabien verweigerte sich jedoch westlichem Sanktionsdruck und behielt einen neutralen bis partnerschaftlichen Kurs gegenüber Russland bei. Das Königreich schloss sich den Sanktionen gegen Russland nicht an und setzte die Zusammenarbeit im Ölbereich fort – sehr zum Unmut der USA. So beschloss die OPEC+ Allianz, angeführt von Riad und Moskau, trotz des Krieges mehrmals gemeinsame Förderkürzungen, um den Ölpreis zu stützen. Zudem erhöhte Saudi-Arabien 2022 seine Importe von günstigem russischem Öl (Diesel und Heizöl), das im eigenen Land genutzt oder weiterexportiert wurde.
Im Dezember 2023 besuchte Putin Saudi-Arabien, wo er trotz internationalem Haftbefehl gegen ihn prunkvoll empfangen wurde. Gleichzeitig bemühte sich die saudische Führung um eine Vermittlerrolle im Ukraine-Krieg (so bei russisch-ukrainischen Verhandlungen in Riad).

## Wirtschaft
Die wirtschaftlichen Beziehungen zwischen Russland und Saudi-Arabien konzentrieren sich vor allem auf den Energiesektor (Erdöl und Gas) sowie auf Investitionen. Beide Länder gehören zu den größten Erdölproduzenten der Welt und kooperieren seit 2016 im Rahmen der OPEC+ Gruppe, um ihre Fördermengen abzustimmen und den Weltölpreis zu beeinflussen. Diese Kooperation markierte einen historischen Schritt, da Russland und Saudi-Arabien zuvor oft als Konkurrenten auf dem Ölmarkt agierten. Durch gemeinsame Förderkürzungen gelang es ihnen, den Preisverfall der Jahre 2014–2016 zu stoppen und eine Erholung der Ölpreise herbeizuführen. Der bilaterale Handel hat in den letzten Jahren zugenommen, bleibt jedoch relativ bescheiden im Vergleich zu den Handelsvolumina mit westlichen Partnern. Im Jahr 2021 erreichte das Handelsvolumen etwa 2,2 Milliarden US-Dollar und lag 2022 bei 1,6 Milliarden US-Dollar.
Neben dem Warenhandel spielen Investitionen eine wichtige Rolle: Der saudische Staatsfonds PIF sagte 2015 Investitionen von 10 Milliarden $ in Russland zu, und es entstanden gemeinsame Fonds für Energie- und Technologieprojekte. Russische Energiekonzerne wie Lukoil erhielten Lizenzen für die Öl- und Gasförderung in Saudi-Arabien, während umgekehrt saudische Firmen Beteiligungen in Russland prüfen. Trotz politischer Spannungen mit dem Westen haben beide Länder somit ihre wirtschaftliche Zusammenarbeit ausgebaut, vor allem mit dem Ziel, im Ölsektor gegenseitig von Investitionen und Preisabsprachen zu profitieren.

## Kultur
Auf kulturellem Gebiet gab es historisch bedingt nur wenige Berührungspunkte zwischen Russland und Saudi-Arabien, doch seit den 2000er-Jahren werden die Beziehungen auch in diesem Bereich schrittweise vertieft. Ein verbindendes Element ist der Islam: In Russland leben etwa 15 bis 20 Millionen Muslime, und jedes Jahr unternehmen zehntausende russische Staatsbürger die Pilgerfahrt (Haddsch) zu den heiligen Stätten in Mekka und Medina. Saudi-Arabien hat die Kontingente für russische Pilger in den letzten Jahren mehrfach erhöht – 2017 etwa von 16.000 auf rund 23.500 – um der steigenden Nachfrage gerecht zu werden.
Darüber hinaus findet ein kultureller Austausch auf institutioneller Ebene statt. Im Oktober 2019 unterzeichneten die Kulturminister beider Länder ein Abkommen über kulturelle Zusammenarbeit. Dieses sieht den Austausch von Kulturveranstaltungen, Ausstellungen und Personal vor und erleichterte gemeinsame Projekte von Museen, Theatern und Bildungseinrichtungen. So gab es 2019/20 in Riad erstmals eine russische Kulturwoche, bei der u. a. Werke des Malers Wassily Kandinsky ausgestellt wurden, sowie eine russische Filmwoche – die ersten öffentlichen Filmvorführungen sowjetischer und russischer Filme in Saudi-Arabien überhaupt. Auch die Teilnahme Saudi-Arabiens am Internationalen Kulturforum in Sankt Petersburg wurde vereinbart.

## Sicherheitspolitische Zusammenarbeit
Saudi-Arabien, das traditionell überwiegend westliche (v. a. US-amerikanische) Rüstungsgüter bezieht, zeigte ab Mitte der 2010er-Jahre Interesse an russischer Militärtechnologie. Beim Besuch König Salmans 2017 in Moskau wurde eine Absichtserklärung zum Kauf des Flugabwehrsystems S-400 Triumph unterzeichnet. Auch über Lieferungen von Panzerabwehrwaffen, Kampfhubschraubern und anderen Systemen aus russischer Produktion wurde verhandelt. 2021 unterzeichneten beide Länder am Rande eines internationalen Militärforums eine Vereinbarung über die Ausweitung der militärischen Zusammenarbeit. Im selben Jahr kam es laut Medienberichten sogar zu einem großen Rüstungsgeschäft: Saudi-Arabien schloss – den Recherchen eines internationalen Journalistennetzwerks zufolge – einen geheim gehaltenen Vertrag mit dem russischen Staatskonzern Rosoboronexport über den Kauf von 39 Panzerabwehrsystemen vom Typ Pantsir-S1M im Wert von ca. 2,2 Milliarden Euro. Erste Lieferungen dieser Flugabwehrkomplexe an Saudi-Arabien erfolgten 2023, trotz der seit 2022 geltenden westlichen Sanktionen gegen die russische Rüstungsindustrie.